# Lobera (spadă)

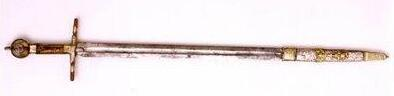
Lobera, spada lui Ferdinand al III-lea, păstrată în Catedrala din Sevilla

Lobera (spaniolă: La Espada Lobera) a fost un simbol al puterii utilizat de către sfântul Ferdinand al III-lea de Castilia. Regele a fost reprezentat în picturi cu globus cruciger în mâna stângă și această spadă în mâna dreaptă, în locul tradiționalului sceptru.
Lobera este forjată din oțel și are o lama de 80 cm, dar prezintă ornamente de argint. Este o relicvă păstrată în Capilla Real, la Catedrala din Sevilla.

## Istoria

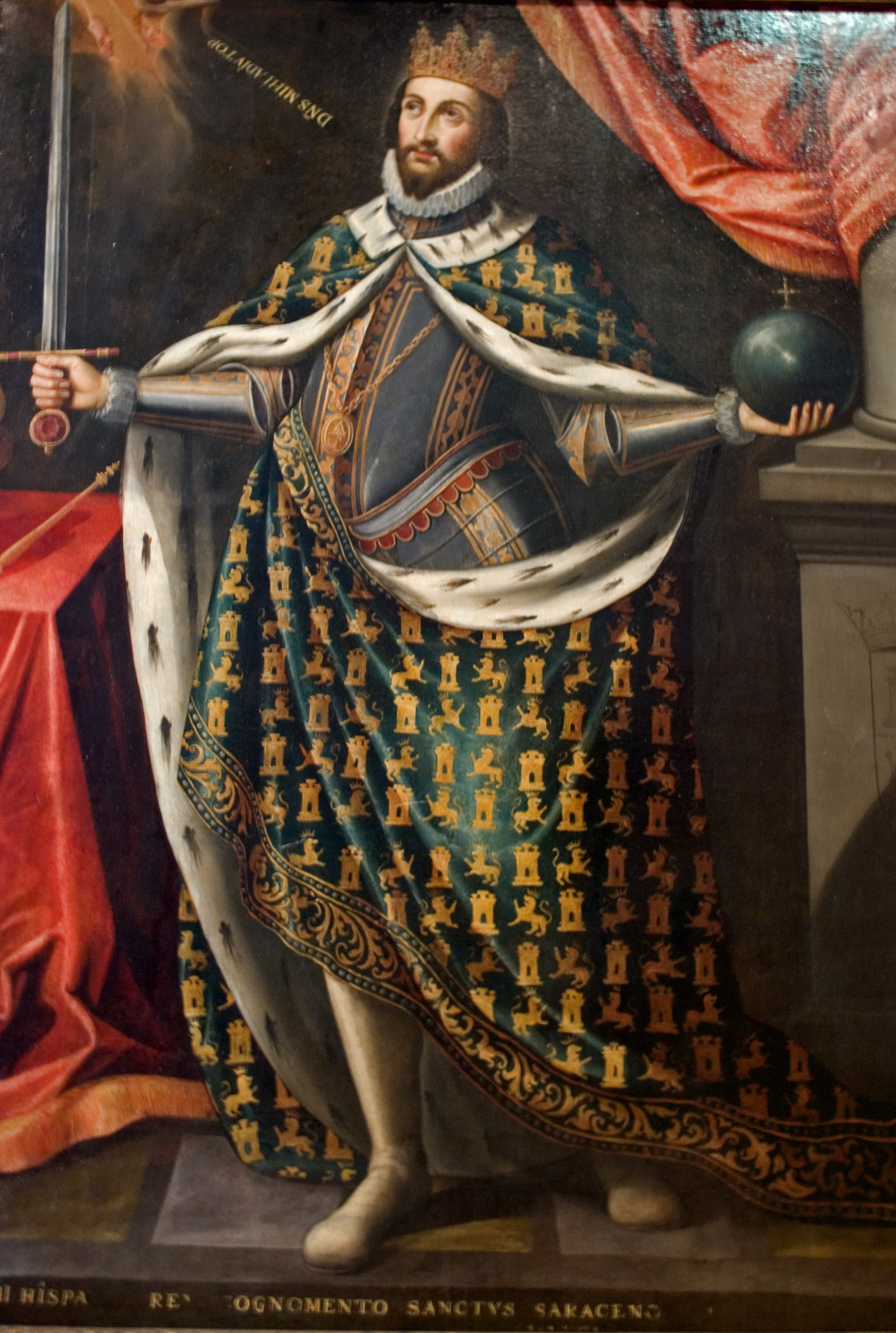
Regele Ferdinand al III-lea de Castilia reprezentat cu Lobera.

Lobera a fost spada sfântului Ferdinand al III-lea, rege al Castiliei din 1217 și rege al Leónului din 1230. A terminat lucrarea efectuată de către bunicul său matern Alfonso al VIII-lea de Castilia și a continuat Reconquista. În 1231, a unit permanent Castilia și León. Papa Inocențiu al IV-lea l-a numit „campion invincibil al lui Isus Hristos”.

## Legături externe
- Imagini cu Ferdinand și Lobera. Arhivat în 16 februarie 2008, la Wayback Machine.